# Джуді Девіс
Джуді Девіс (англ. Judy Davis; 23 квітня 1955) — австралійська акторка кіно, телебачення та театру.

## Біографія
Народилася 23 квітня 1955 року в Перті, Австралія. Навчалася в католицькому монастирі Лорето, потім у Національному інституті драматичного мистецтва, який закінчила в 1977 році. Її однокурсниками були Мел Гібсон, Колін Фрілз і Денніс Олсен.
З 1984 року одружена з актором Коліном Фрілзом, народила двох дітей: Джека (1987) і Шарлотту (1997).

## Кар'єра
Першу роль виконала у австралійському фільмі «Моя блискуча кар'єра» (1979) — удостоєна відразу двох премій «BAFTA» у номінаціях найкраща жіноча роль і найкращий актор-початківець. Помітною також стала й роль молодої Голди Меїр у телефільмі «Жінка на ім'я Голда» (1982) з Інгрід Бергман у головній ролі. У 1984 році Девіс виконанала роль Адели Куестед в британській драмі «Поїздка до Індії», за яку номінована на «Оскар». У 1987 році акторка була удостоєна двох премій Австралійського інституту кінематографії за роль у фільмах «Кенгуру» та «Приплив». Другу номінацію на премію «Оскар» Девіс отримала в 1992 році за роль у фільмі Вуді Аллена «Чоловіки і дружини». Також грала у таких фільмах, як «Бартон Фінк» (1991), «Обід голяка» (1991), «Новий час» (1994), «Діти революції» (1996), «Кров і вино» (1996), «Абсолютна влада» (1997), «Розбираючи Гаррі» (1998) «Знаменитість» (1998), «Проти течії» (2003), «Марія-Антуанетта» (2006), «Розлучення по-голлівудськи» (2007).
У 2003 році брала участь в акціях протесту проти рішення прем'єр-міністра Джона Говарда ввести війська до Іраку.

## Фільмографія
| Рік  |    | Українська назва                            | Оригінальна назва                                    | Роль                       |
| ---- | -- | ------------------------------------------- | ---------------------------------------------------- | -------------------------- |
| 1977 | ф  | Тринькання                                  | High Rolling                                         | Лінн                       |
| 1979 | ф  | Моя блискуча кар'єра                        | My Brilliant Career                                  | Сібілла Мелвін             |
| 1980 | с  | Вода під мостом                             | Water Under the Bridge                               | Керрі Маззіні              |
| 1981 | ф  | Зима наших надій                            | Winter of Our Dreams                                 | Лу                         |
| 1981 | ф  | Обдурення                                   | Hoodwink                                             | Сара                       |
| 1982 | ф  | Спека                                       | Heatwave                                             | Кейт Дін                   |
| 1982 | ф  | Хто ризикує — перемагає                     | Who Dares Wins                                       | Френкі Лейт                |
| 1982 | тф | Жінка на ім'я Голда                         | A Woman Called Golda                                 | молода Голда Меїр          |
| 1982 | тф | Віндзорські пустунки                        | The Merry Wives of Windsor                           | господиня Форд             |
| 1984 | ф  | Поїздка до Індії                            | A Passage to India                                   | Адела                      |
| 1986 | с  | Американський театр                         | American Playhouse                                   | Клео                       |
| 1987 | ф  | Кенгуру                                     | Kangaroo                                             | Гаррієт Сомерс             |
| 1987 | ф  | Приплив                                     | Hightide                                             | Ліллі                      |
| 1988 | ф  | Джорджія                                    | Georgia                                              | Ніна Бейлі / Джорджія Вайт |
| 1990 | ф  | Еліс                                        | Alice                                                | Віккі                      |
| 1990 | кф | Квіти на замовлення                         | Flowers by Request                                   | Джейн                      |
| 1991 | тф | Один проти вітру                            | One Against the Wind                                 | графиня Мері Ліндел        |
| 1991 | ф  | Експромт                                    | Impromptu                                            | Жорж Санд / Аврора         |
| 1991 | ф  | Бартон Фінк                                 | Barton Fink                                          | Одрі Тейлор                |
| 1991 | ф  | Куди бояться ступити ангели                 | Where Angels Fear to Tread                           | Гаррієт Геррітон           |
| 1991 | ф  | Колір її очей                               | Il colore dei suoi occhi                             | Мати                       |
| 1991 | ф  | Обід голяка                                 | Naked Lunch                                          | Джоан Фрост / Джоан Лі     |
| 1992 | ф  | Чоловіки і дружини                          | Husbands and Wives                                   | Саллі                      |
| 1994 | ф  | Обережно, заручник!                         | The Ref                                              | Керолайн Хассеур           |
| 1994 | ф  | Новий час                                   | The New Age                                          | Кетрін Вітнер              |
| 1995 | тф | Мовчи і служи                               | Serving in Silence: The Margarethe Cammermeyer Story | Діана                      |
| 1996 | ф  | Діти революції                              | Children of the Revolution                           | Джоан                      |
| 1996 | ф  | Кров і вино                                 | Blood and Wine                                       | Сюзанна                    |
| 1997 | ф  | Абсолютна влада                             | Absolute Power                                       | Глорія Расселл             |
| 1997 | ф  | Розбираючи Гаррі                            | Deconstructing Harry                                 | Люсі                       |
| 1998 | ф  | Знаменитість                                | Celebrity                                            | Робін Саймон               |
| 1998 | тф | Гуркіт грому                                | The Echo of Thunder                                  | Гледвін Річі               |
| 1999 | тф | Даш і Ліллі                                 | Dash and Lilly                                       | Ліліан Геллман             |
| 1999 | тф | Прохолодний клімат                          | A Cooler Climate                                     | Паула                      |
| 2000 | с  | Розамунда Пілхер                            | Rosamunde Pilcher                                    |                            |
| 2001 | ф  | Полудень з Гауді                            | Gaudi Afternoon                                      | Кассандра                  |
| 2001 | ф  | Людина, яка судилася з Богом                | The Man Who Sued God                                 | Анна Редмонд               |
| 2001 | тф | Життя з Джуді Гарленд                       | Life with Judy Garland: Me and My Shadows            | Джуді Гарленд              |
| 2003 | тф | Пам'ятна подорож                            | Coast to Coast                                       | Максін Пірс                |
| 2003 | тф | Рейгани                                     | The Reagans                                          | Ненсі Рейган               |
| 2003 | ф  | Проти течії                                 | Swimming Upstream                                    | Дора Фінглетон             |
| 2006 | ф  | Марія-Антуанетта                            | Marie Antoinette                                     | графиня де Нойлес          |
| 2006 | ф  | Розлучення по-американськи                  | The Break-Up                                         | Мерилін Дін                |
| 2006 | тф | Маленьке дільце під назвою «Вбивство»       | A Little Thing Called Murder                         | Санте Кімес                |
| 2007 | тф | Розлучення по-голлівудськи                  | The Starter Wife                                     | Джоан Макалістер           |
| 2007 | тф | Майстри наукової фантастики: Ідеальна втеча | Masters of Science Fiction                           | Доктор Діана Еванс         |
| 2008 | с  | Розлучення по-голлівудськи                  | The Starter Wife                                     | Джоан Макалістер           |
| 2009 | тф | Діаманти                                    | Diamonds                                             | Джоан Кемерон              |
| 2011 | тф | Восьма сторінка                             | Page Eight                                           | Джилл Тенкард              |
| 2011 | ф  | Око шторму                                  | The Eye of the Storm                                 | Дороті де Ласкабанес       |
| 2012 | ф  | Римські пригоди                             | To Rome with Love                                    | Філліс                     |
| 2012 | ф  | Погана кров                                 | Dark Blood                                           | Баффі Флетчер              |
| 2013 | ф  | Неймовірна подорож містера Співета          | The Young and Prodigious T.S. Spivet                 | Ґ. Г. Джібсен              |
| 2013 | с  | Вітлем: Влада і пристрасть                  | Whitlam: The Power and the Passion                   | оповідачка                 |
| 2014 | тф | Солоне поле бою                             | Salting the Battlefield                              | Джилл Тенкард              |
| 2015 | ф  | Кравчиня                                    | The Dressmaker                                       | Моллі Даннадж              |
| 2017 | с  | Ворожнеча                                   | Feud: Bette and Joan                                 | Гедда Гоппер (8 серій)     |
| 2018 | с  |                                             | Mystery Road                                         | Емма Джеймс (6 серій)      |
| 2020 | с  | Сестра Ретчед                               | Ratched                                              | Бетсі Баккет (8 серій)     |